# Karlslunde Sogn

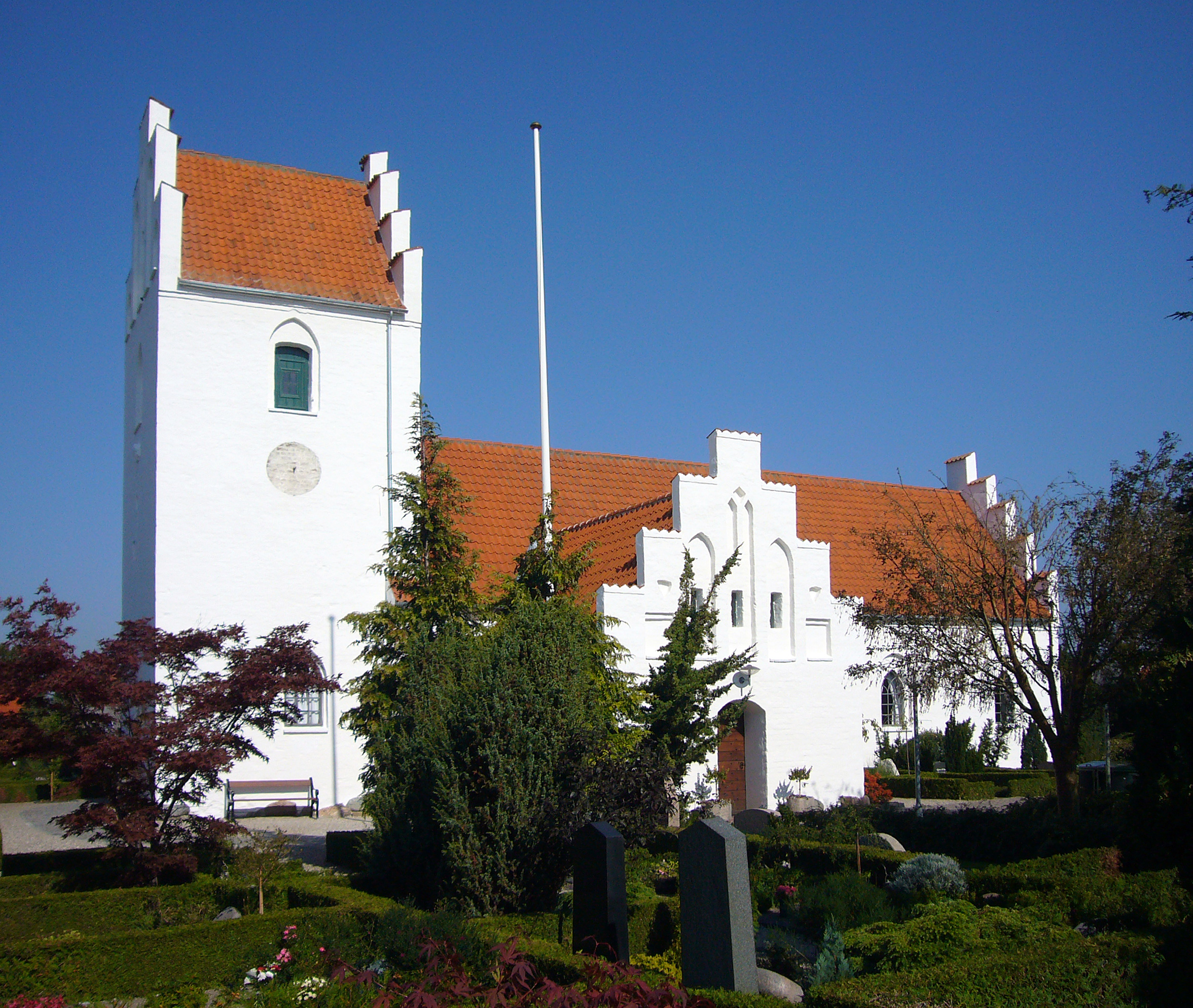
Karlslunde Kirke

Karlslunde Sogn ist eine Kirchspielsgemeinde (dänisch: Sogn) in der Gemeinde Greve im Vorortbereich der dänischen Hauptstadt Kopenhagen. Bis 1970 gehörte sie zur Harde Tune Herred im damaligen Københavns Amt. Mit der Auflösung der Hardenstruktur wurde das Kirchspiel in die Kommune Greve im Roskilde Amt aufgenommen, diese blieb mit der Kommunalreform zum 1. Januar 2007 unverändert, gehört aber seitdem zur Region Sjælland.
Am 1. Januar 2023 lebten 2831 Einwohner im Kirchspiel. Auf dem Gebiet der Gemeinde liegt die „Karslunde Kirke“.
Nachbargemeinden sind im Nordosten Greve, im Osten Karlslunde Strand, im Süden auf dem Gebiet der Solrød Kommune das Kirchspiel Karlstrup, im Westen auf dem Gebiet der Roskilde Kommune das Kirchspiel Snoldelev und im Nordwesten Tune.